# Guillermo VIII de Montpellier
Guillermo VIII de Montpellier (en occitano: Guilhem VIII; m. en 1202) fue Señor de Montpellier.
Era hijo de Guillermo VII de Montpellier y de Matilde de Borgoña y Mayenne.
Se casó con Eudoxia Comnena, hija de Isaac Comnenos y por lo tanto sobrina carnal del emperador bizantino Manuel I Comneno. Tuvieron una hija:
María de Montpellier
A falta de heredero varón, Guillermo repudió a Eudoxia para casarse con su amante Inés de Castilla, enviando así a su mujer a un monasterio en Ariane.  Se casó en 1187 en Barcelona con Inés de Castilla -sobrina de la reina de Aragón, Sancha de Castilla con la que tuvo a: 
- Guillermo IX de Montpellier[3] (v 1190-1204)
- Aymard, m. 1199[4]
- Bergunyo[3]
- Bernardo Guillermo[3]
- Tortoseta[3]

El papa decidió que el matrimonio de Guillermo con Inés era ilegítimo y a María se le otorgó el trono.
Guillermo VIII fue un mecenas de trovadores. Arnaut de Mareuil fue a su corte después de huir del séquito de Azalais de Tolosa, y al menos uno de los poemas de Arnaut se dedica a él.